# Гібіск сирійський
Гібі́ск сирі́йський (Hibiscus syriacus) — багаторічна рослина родини мальвових. Зростає в Китаї, Кореї та країнах Західної Азії. Культивується у відкритому ґрунті на півдні України, а також у Молдові і Середній Азії.

## Опис
Листопадний чагарник заввишки до 5-6 м. Листки яскраво-зелені, яйцеподібні, завдовжки до 10 см. Квітки поодинокі прості або махрові. Вони мають різноманітне забарвлення від білого до темно-червоного, іноді двокольорові.
Популярна декоративна рослина. Його квітка — національний символ Південної Кореї.